# Bryce-Report
Der Bryce-Report oder The Bryce Report on Alleged German Outrages des britischen War Propaganda Bureau (WPB) schilderte Gräueltaten der deutschen Armee im neutralen Belgien während des Ersten Weltkrieges.
Er wurde vom Committee on Alleged German Outrages (Komitee über mutmaßliche deutsche Grausamkeiten) herausgegeben, das im Dezember 1914 von der Regierung Asquith aus moralischen und auch propagandistischen Gründen initiiert wurde. Als Vorsitzender wurde James Bryce, 1. Viscount Bryce, eingesetzt; die Mitglieder waren Historiker und Anwälte. Historische Untersuchungen fanden keine Beweise für die Echtheit der Vorwürfe, so dass er heute der Propaganda zugeordnet wird. Er enthält 500 eidesstattliche Zeugenaussagen von Flüchtlingen sowie Auszüge aus 37 deutschen Soldatentagebüchern und hatte den Straßenpreis von einem Penny.
Das Komitee veröffentlichte den in 30 Sprachen übersetzten Bericht am 12. Mai 1915, fünf Tage nach der Versenkung der Lusitania durch ein deutsches U-Boot. Die Befrager der Zeugen erklären ausdrücklich, dass diese nicht manipuliert und verdächtige Aussagen nicht erfasst wurden. Fast alle Aussagen, die an verschiedenen Orten und zu verschiedenen Zeiten gesammelt wurden, enthalten ähnliche Vorwürfe.
Die Komitee-Mitglieder waren neben Bryce die Juristen Sir Frederick Pollock, Sir Edward Clarke, Sir Alfred Hopkinson und Sir Kenelm E. Digby, der Historiker H.A.L. Fisher und der Ökonom Harold Cox.

## Bericht
Der Bericht stellt fest, dass:
- (1) in vielen Teilen Belgiens vorsätzliche und systematisch organisierte Massaker unter der Zivilbevölkerung stattfanden, begleitet von vielen vereinzelten Morden und anderen Gewalttätigkeiten
- (2) infolge des Kriegsverlaufs gewöhnlich unschuldige Zivilisten, Männer wie Frauen, in großer Zahl ermordet wurden, Frauen vergewaltigt und Kinder ermordet wurden
- (3) Plünderung, Häuserverbrennungen und die mutwillige Zerstörung von Eigentum durch Offiziere der deutschen Armee angewiesen und dazu ermutigt wurde; dass Vorbereitungen für systematische Brandstiftung bereits zu Kriegsbeginn stattfanden; dass das Niederbrennen und die Zerstörung häufig dort stattfand, wo keine militärische Notwendigkeit behauptet werden konnte und in der Tat Teil eines Systems allgemeinen Terrors war
- (4) die Regeln und Gepflogenheiten des Krieges oft gebrochen wurden, besonders durch die Verwendung von Zivilisten, auch Frauen und Kindern, als Schild für vorgehende Truppen, die dem Feuer ausgesetzt waren, in geringerem Maße durch Tötung von Verwundeten und Gefangenen und dem öfteren Missbrauch des Roten Kreuzes und der weißen Flagge.

Eine der wesentlichen Folgerungen des Komitees war die Verletzung des Kriegsvölkerrechts. Dies wurde an einigen Fällen gezeigt, die man als geplant und vorsätzlich beschrieb: Deutsche Offiziere und Soldaten vergewaltigten demnach auf dem Marktplatz von Lüttich 20 belgische Mädchen, gaben Kindern Handgranaten zum Spielen, bajonettierten Babys, kreuzigten gefangene Soldaten, schnitten Zivilisten die Augen heraus, vergewaltigten und quälten Frauen sexuell, schnitten Kindern die Hände ab und ermordeten Männer.
Soldaten folgten demnach Anweisungen zur Nutzung von Zivilisten als menschliche Schutzschilde, zum Niederbrennen von Häusern und zur Zerstörung von Eigentum. Der Report schließt, dass der Missbrauch der Bevölkerung Höhen erreicht hatte, die man nie zuvor in Kriegen zivilisierter Nationen sah. Er erwähnt, dass die Deutschen niemals offiziell abgestritten haben, dass Nicht-Kriegsbeteiligte in großer Zahl getötet wurden. Die Autoren des Berichts stellen heraus, dass die schwerwiegendsten Beweise die Tagebücher deutscher Soldaten darstellen. Wesentlich war auch die Feststellung, dass die deutschen Handlungen vorsätzlich und systematisch waren. Eine Woche nach der Veröffentlichung antworteten die deutschen Behörden mit einem Weißbuch über Brutalitäten von Belgiern an deutschen Soldaten.

## Glaubwürdigkeit
Bryce, 1907–1913 Botschafter in den Vereinigten Staaten und bekannter Historiker, gab dem Bericht durch seinen Vorsitz eine hohe Authentizität. Der Bericht wirkte augenblicklich in den USA, Charles Masterman vom WPB schrieb an Bryce: „Ihr Bericht hat Amerika überwältigt. Wie sie vielleicht wissen, haben sich selbst die Skeptischsten für konvertiert erklärt, weil Sie es unterschrieben haben.“ Um Opfer zu schützen, waren Namen vom offiziellen Dokument entfernt worden und das Komitee erklärte, dass alle Quellen nach dem Ersten Weltkrieg veröffentlicht würden, was die Glaubwürdigkeit der Publikation noch erhöhte.

## Folgen
Verschiedene Personen zweifelten den Bericht später an. Bemängelt wurde, neben „verbrannten“ und „nicht auffindbaren“ Dokumenten, dass das Komitee die Zeugen nicht selbst befragt, sondern das Material von Anwälten erhalten hatte. Das Mitglied des Komitees Harold Knox erklärte sich erst zur Unterschrift bereit, nachdem das Komitee zugestimmt hatte, diese Anwälte zu befragen. Die Wirkung des Berichts war besonders in neutralen Staaten immens.